# Camitocomus nodosus
Camitocomus nodosus là một loài bọ cánh cứng trong họ Cerambycidae.